# Виртанен, Атос
А́тос Ка́зимир Ви́ртанен (фин. Atos Kasimir Wirtanen; 27 января 1906, Сальтвик, Аландские острова — 10 марта 1979, Хельсинки) — финский журналист и критик культуры, член финского парламента (1936—1953).

## Биография
Родился 27 января 1906 года в Сальтвике. В 1926 году переехал в Хельсинки.
Член Социал-демократической партии Финляндии (SPD), в 1946 году вступил в Демократический Союз народа Финляндии (SKDL), объединивший левых социал-демократов с коммунистами. Виртанен был также одним из активных деятелей Социалистической единой партии (SYP) (большинство основателей которой тоже были выходцами из левого крыла SPD и членами SKDL), где председательствовал с 1948 по 1955 года. В 1955 году участвовал в выводе SYP из союза SKDL.
За свою работу в политике Виртанен дважды был уволен (в 1941 и в 1947) из «Arbetarbladet» и в 1953 году из «Ny Tid».
Атос Виртанен был близким другом известной финской художницы и писательницы Туве Янссон. Он послужил прототипом одного из самых известных персонажей её книг про Муми-Тролля — Снусмумрика. Зелёная шляпа Снусмумрика была аналогична той, что носил Виртанен, благодаря чему прототип нарисованного Снусмумрика легко угадывался близкими знакомыми Виртанена.
Виртанен и Янссон были одно время обручены. Однако, оказалось, что у Туве был роман на стороне, с театральным режиссером Вивикой Бандлер. После отношений с Виртаненом, Янсон ушла к ней и помолвка была расторгнута (предположительно, самим Виртаненом).
В 1954 году Виртанен женился на танцовщице Ирье Хагфорс (1905—1988).
Автор ряда публицистических книг, мемуаров, сборников афоризмов, различных литературных произведений.
Скончался 10 марта 1979 года в Хельсинки.